# Cafayate

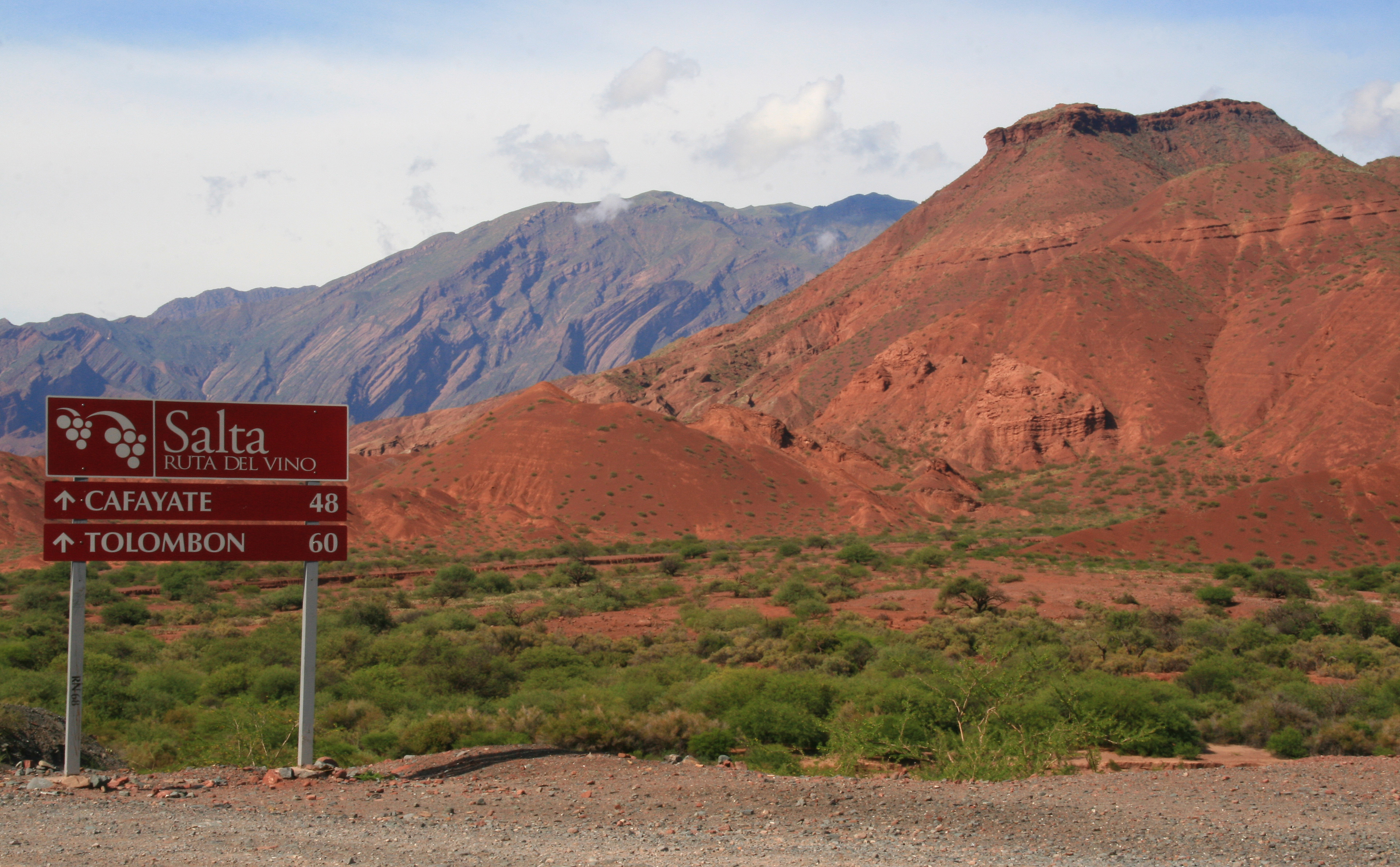
Ruta del vino de Salta.

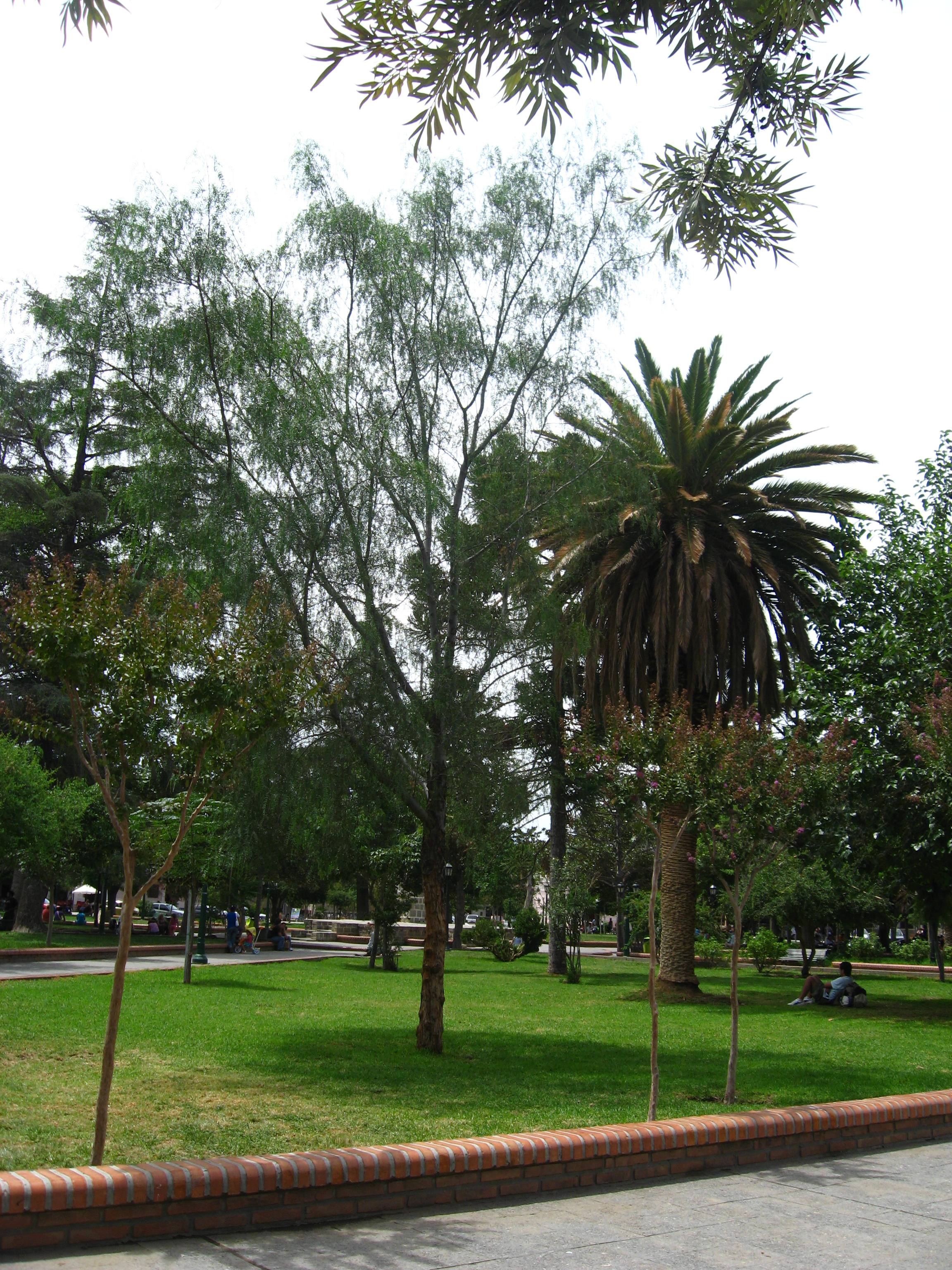
Plaza «20 de Febrero», en Cafayate.

Cafayate forma parte del circuito turístico de la Ruta nacional 40.

Cafayate es una localidad de los valles Calchaquíes situada en el sudoeste de la provincia de Salta, región noroeste de Argentina. Es cabecera del departamento de Cafayate y reconocida por la calidad de los vinos que allí se producen.

## Toponimia
Si bien el origen y significado de su nombre no es conocido con certeza, muchos suponen que «cafayate» sea de origen quechua, sin embargo y lo más probable es que el topónimo derive de la etnia autóctona de los calchaquíes y que por ende la palabra sea una derivación del cacán, idioma hoy prácticamente desconocido; por ello, su verdadero significado siempre fue motivo de controversias. Sin embargo, y de acuerdo con lo expresado por el Dr. José Vicente Solá en su diccionario de regionalismos de Salta, su nombre, de origen quichua o quechua, significa: «cajón de agua».
Una segunda versión indica que la palabra es una deformación de Capac-Yac que significa «gran lago»; una tercera indica que «cafayate» es un derivado del cacán que significa «sepultura de penas»; otra versión indica que la palabra es una derivación de Capac-Yaco «lago del Jefe».

## Historia
La localidad fue fundada en 1840 por Manuel Fernando de Aramburú, coronel del Ejército Real, quien ejecutó la voluntad de su madre de ofrecer un santuario en el lugar a la Virgen del Rosario. Luego aumentaría su importancia y se separaría definitivamente de San Carlos al crearse el departamento en 1863.

## Población
Desde fines del siglo XIX Cafayate contaba ya con una población de 5000 habitantes (según testimonios escritos de Ambrosetti) y ha continuado creciendo hasta la actualidad. Según el último censo nacional realizado por INDEC en el año 2010, Cafayate cuenta con 13 259 habitantes en el centro urbano y 1591 en las áreas rurales. Si bien, el censo nacional en 2001 determinó una población de 11 785 habitantes existe una variación relativa del 26 % en menos de una década.
Actualmente, el 90% de la población se concentra en el centro urbano de Cafayate, localidad más importante y cabecera del departamento y el 10% restante se distribuye en el ámbito rural, en los parajes de Las Conchas, La Punilla, Lorohuasi, Chuscha, Yacochuya, El Divisadero y Tolombón.

## Turismo
Atravesada por la Ruta Nacional 40, Cafayate y sus alrededores es famosa por sus viñedos, excelentes vinos y bodegas donde se cultiva uva de tipo torrontés.
Cafayate es la ciudad más importante dentro del circuito turístico de los Valles Calchaquíes. Aún conserva las características de su arquitectura colonial; sus calles, su iglesia. Un atractivo particular es el molino de maíz del siglo XVIII, hecho por los Jesuitas.
Entre sus atractivos turísticos, tanto culturales como naturales, se destacan: Museo de la Vid y el Vino, Museo Regional y Arqueológico, Paseo de los Artesanos frente de la plaza principal, 
Río Chuscha, reconocido por la belleza de su paisaje.
Su gastronomía regional, inigualable. La quebrada de las Conchas o quebrada de Cafayate y pueblos cercanos como Tolombón, entre otros.
En el mes de febrero se lleva a cabo la tradicional Serenata a Cafayate donde se reúnen artistas del ámbito folklórico; este festival es considerado el más importante de la provincia de Salta y uno de los más destacados del país.

### Sitios cercanos de interés
- Museo Regional y Arqueológico “Rodolfo Bravo”
- Cascadas del río Colorado (7 cascadas)
- Los médanos
- Mirador del cerro Santa Teresita
- El divisadero
- Cueva del Suri
- Cavernas de San Isidro
- Molino de Piedra
- Santa Teresita
- Banda de Arriba :Río Chuscha.
- San Pedro de Yacochuya
- Ruta del vino

## Cultura

### Festivales
Serenata a Cafayate: es el festival folklórico más importante de la provincia de Salta y uno de los más destacados de Argentina. Se realiza en el predio, Bodega Encantada, sobre el escenario, Payo Solá.

## Culto
Parroquias de la Iglesia Católica 
| Prelatura territorial | Cafayate                            |
| --------------------- | ----------------------------------- |
| Parroquia             | Catedral Nuestra Señora del Rosario |

Además, hay presencia de numerosas congregaciones protestantes en sus múltiples vertientes.

## Medios de comunicación
En el Departamento Cafayate existen medios de comunicación radiales, gráficos, televisivos y digitales. Es una de las localidades del Valle Calchaquí con la mayor cantidad de estaciones de radio; en total suman ocho emisoras y tres repetidoras. Cafayate no cuenta actualmente con un medio gráfico de publicación diaria o periódica.
Existen dos canales de televisión por cable y uno de aire. Canal 2 y Canal 3, tienen programación propia y prestan servicios de televisión por cable pagos. En cuanto a Canal 6, que tiene señal aérea, no se encuentra operativo.
Las principales emisoras de radio son FM Intensidad 97.1, Radio Impacto FM 98.5 Cafayate y Radio Cafayate 95.1. Las tres tienen producción propia de contenidos y servicio de streaming a través de internet.

## Personalidades destacadas
- Payo Solá (1908-1962), folklorista argentino.
- Oscar Casco (1923-1993), actor argentino de radio, cine y televisión.

## Galería

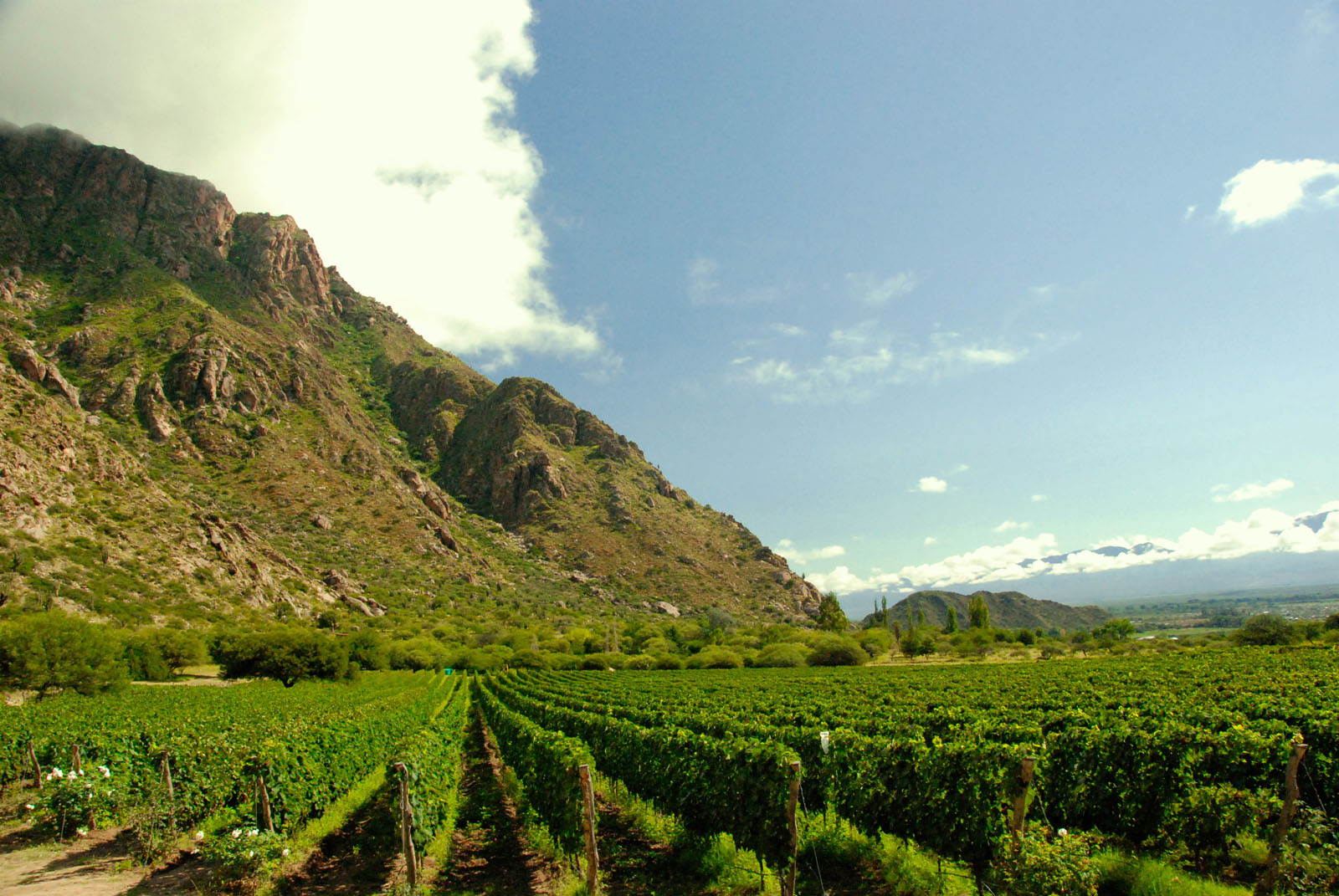
Viñedos en Cafayate
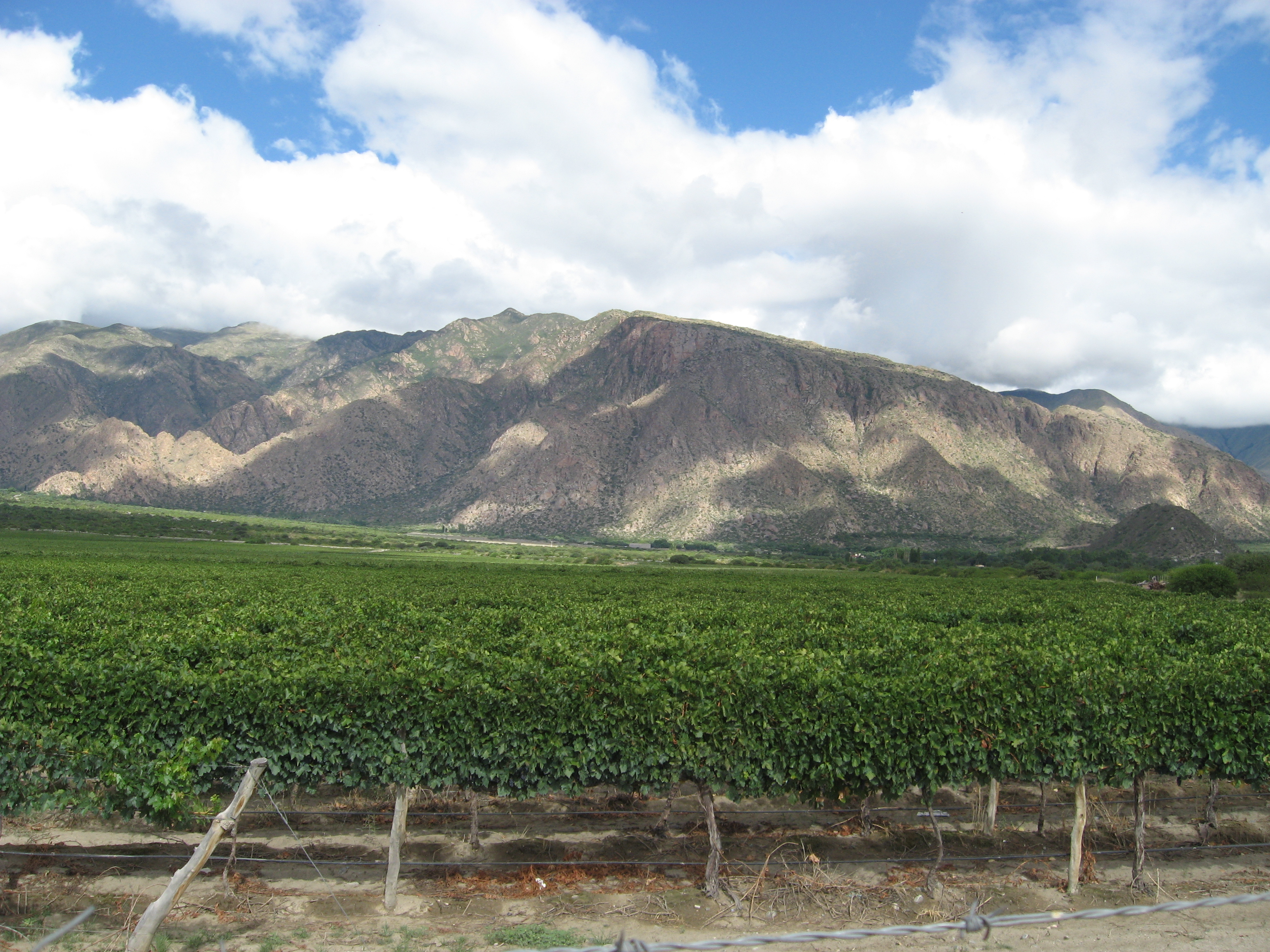
Viñedos más altos del mundo en Cafayate
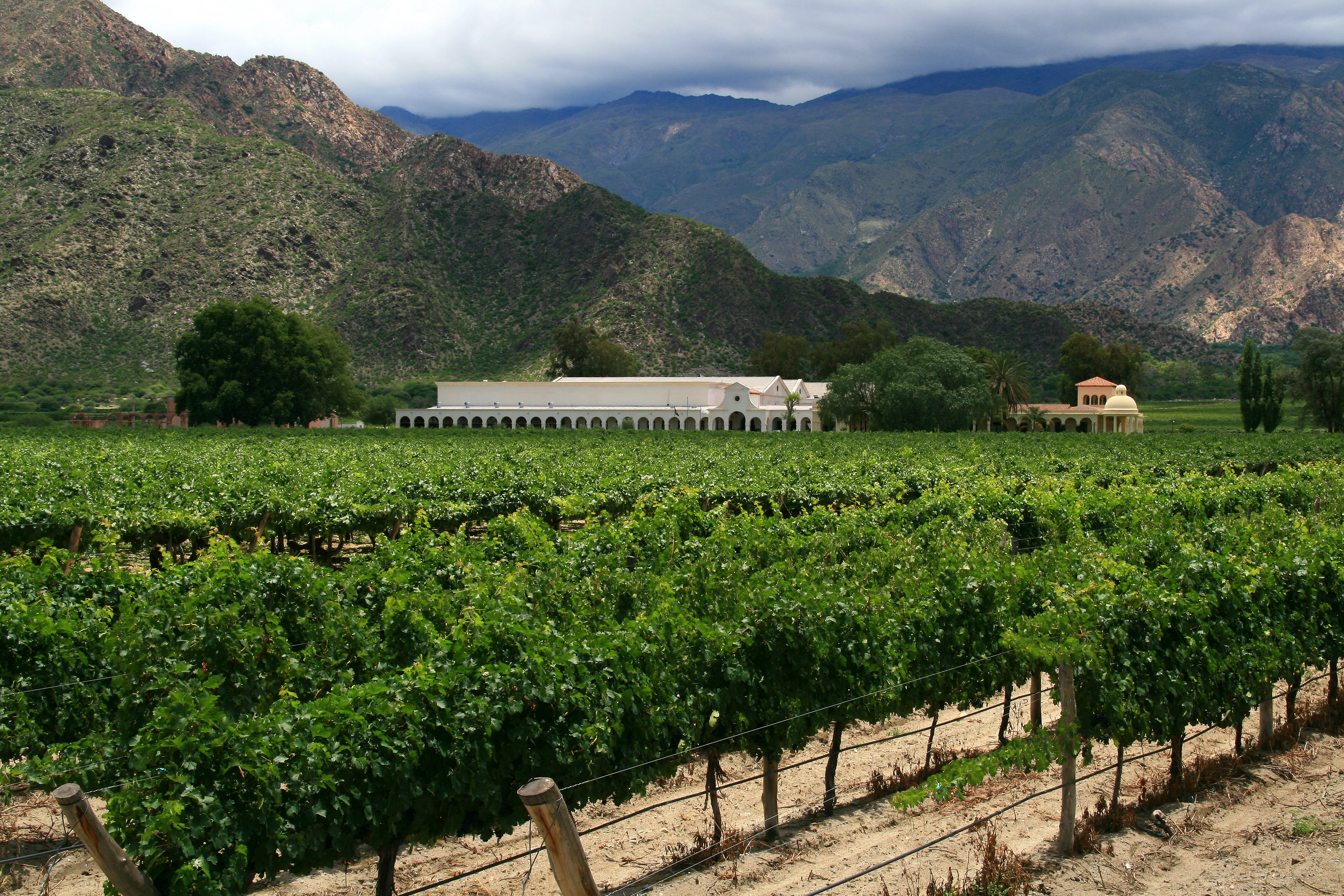
Viñedos de Cafayate
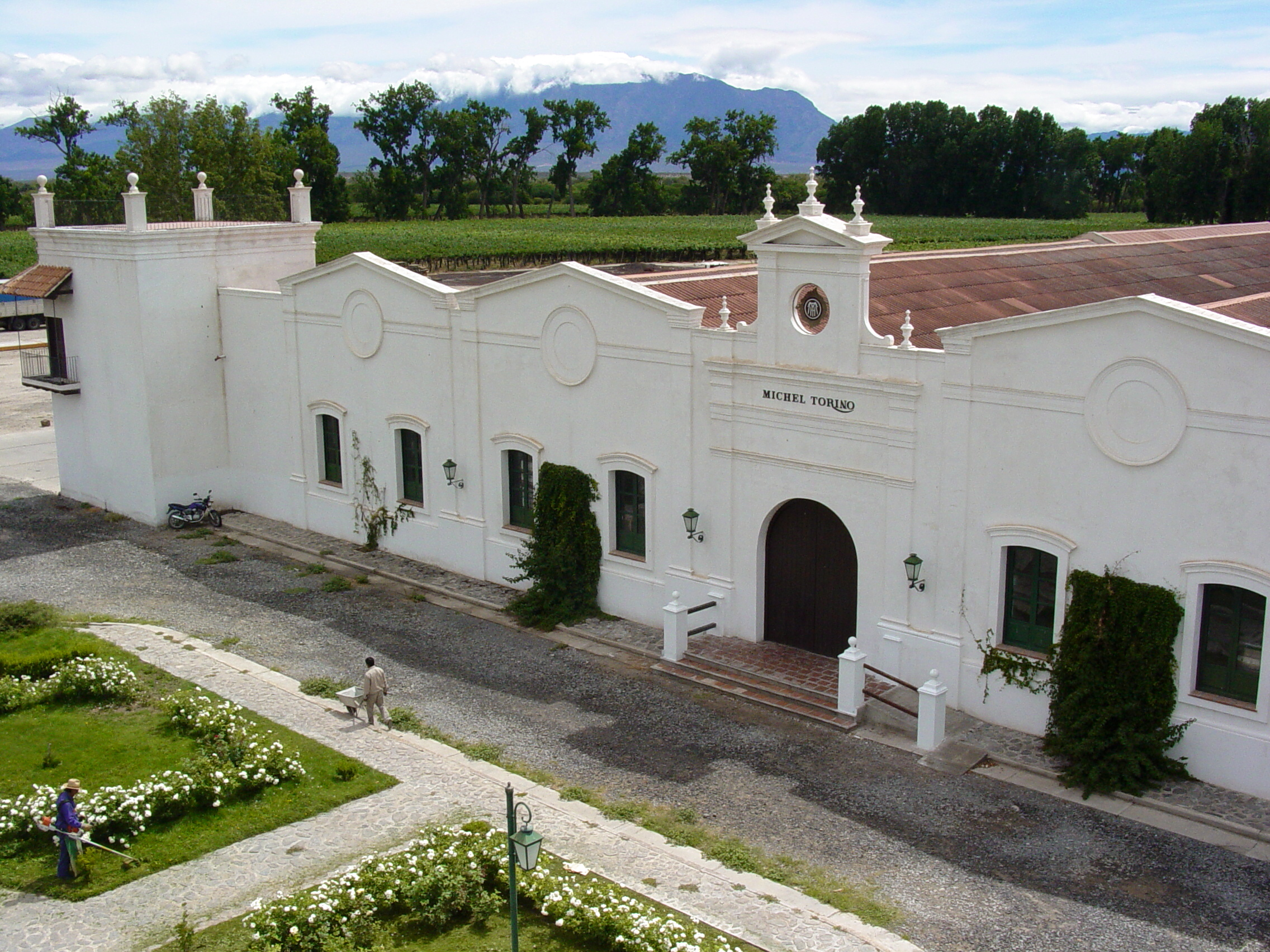
Bodega en Cafayate
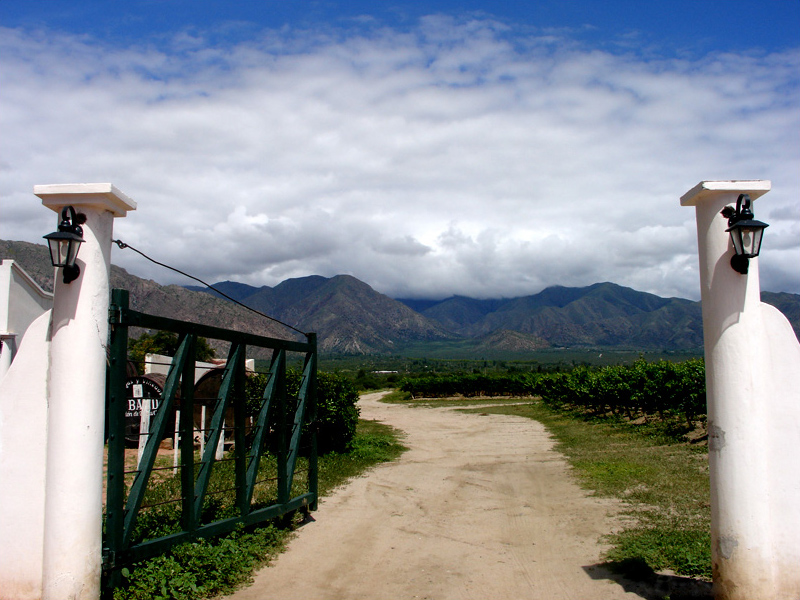
Viñedos
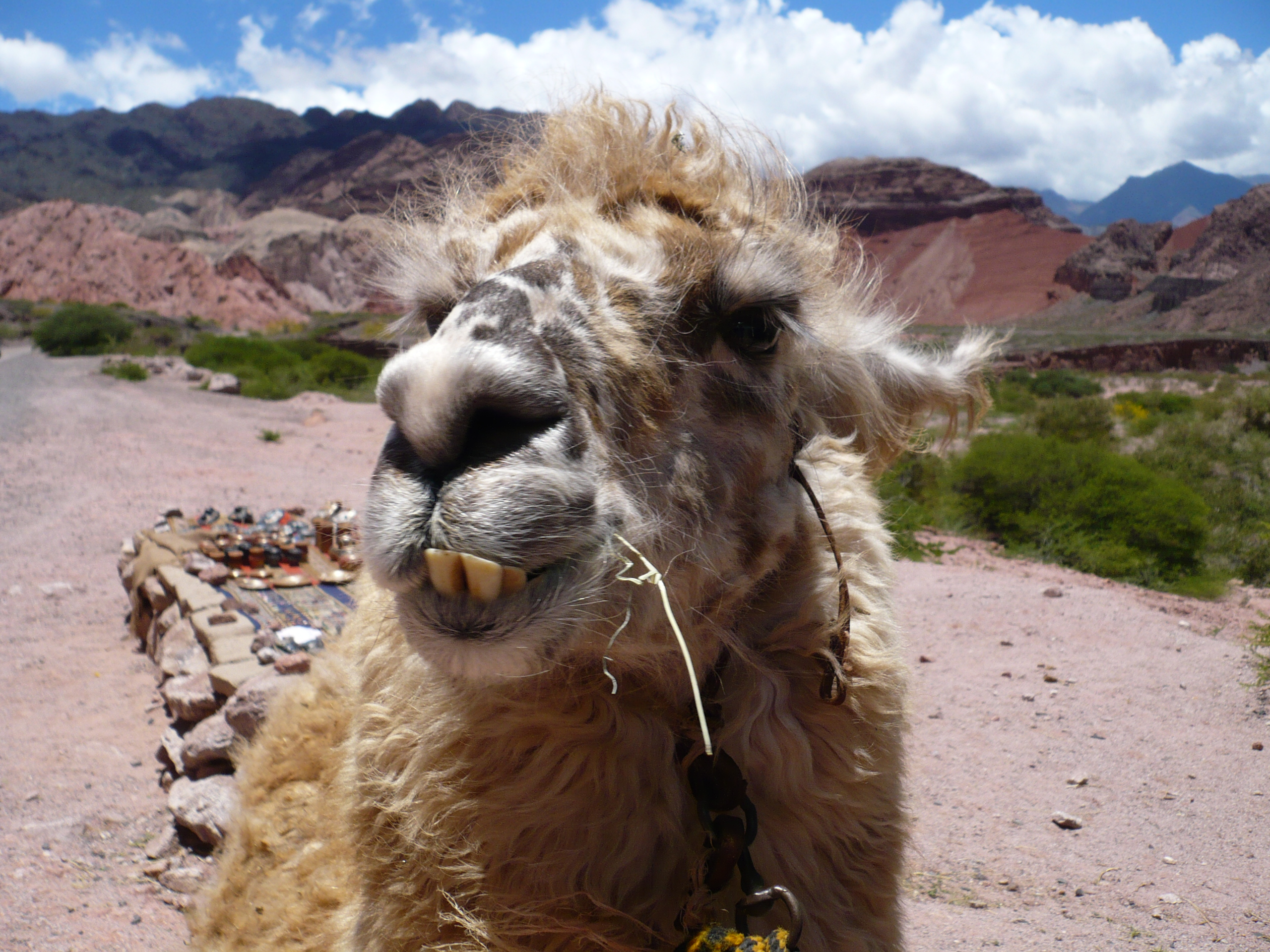
Llama en la Quebrada de Cafayate

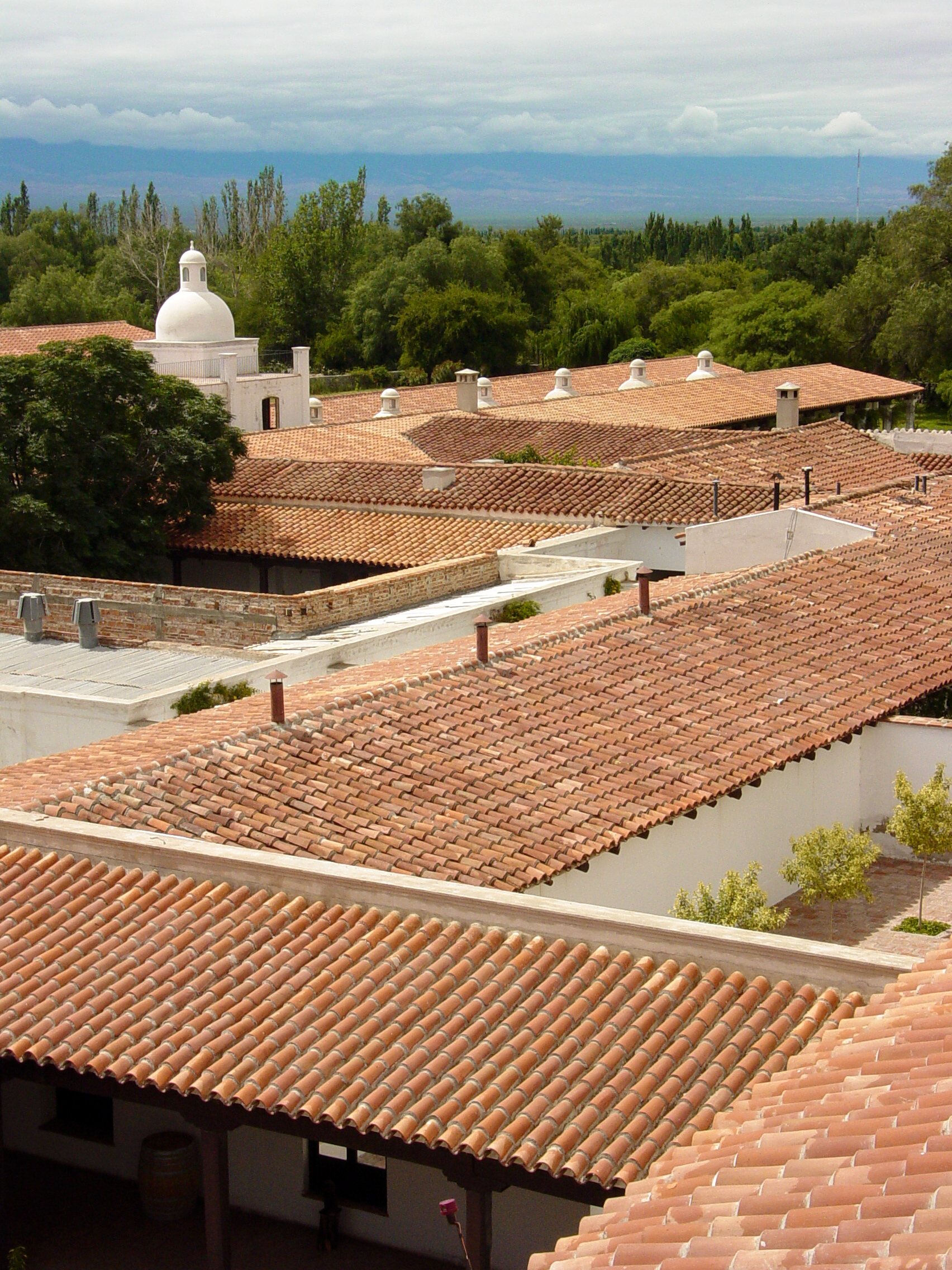
Bodega en las afueras de Cafayate
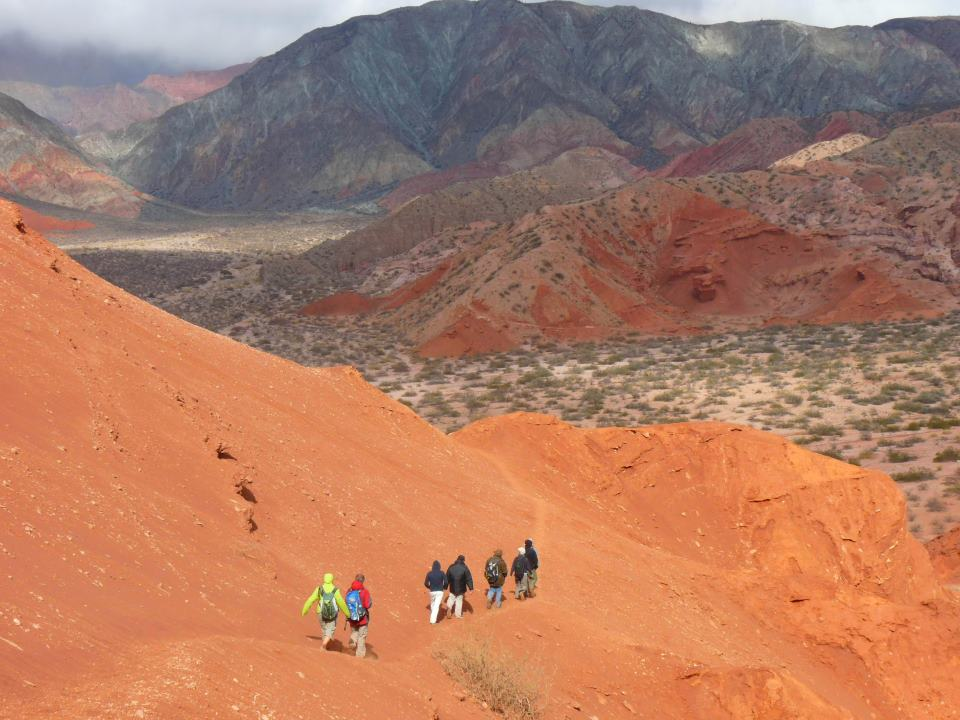
Excursionismo en la quebrada de las Conchas
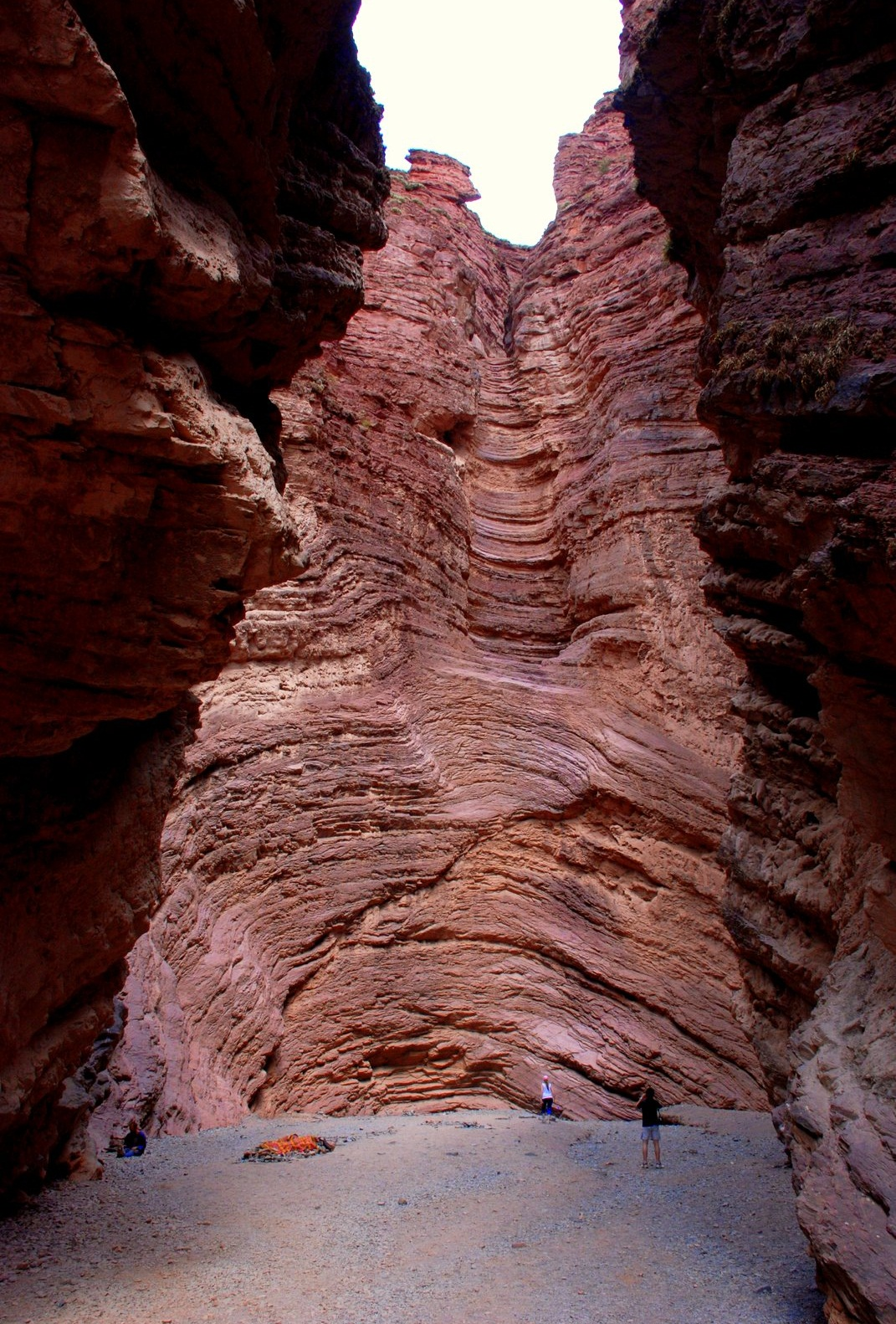
Anfiteatro
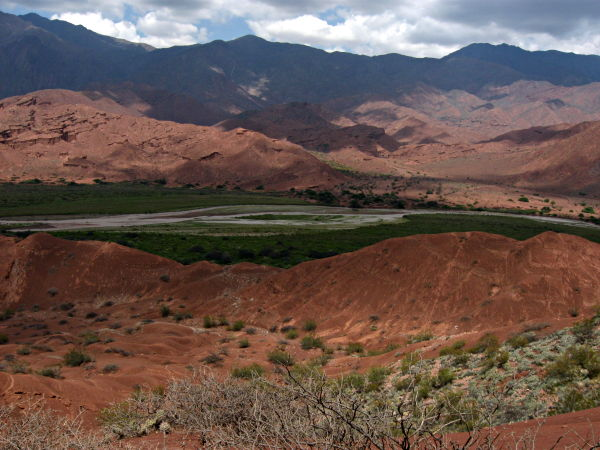
Río de Cafayate
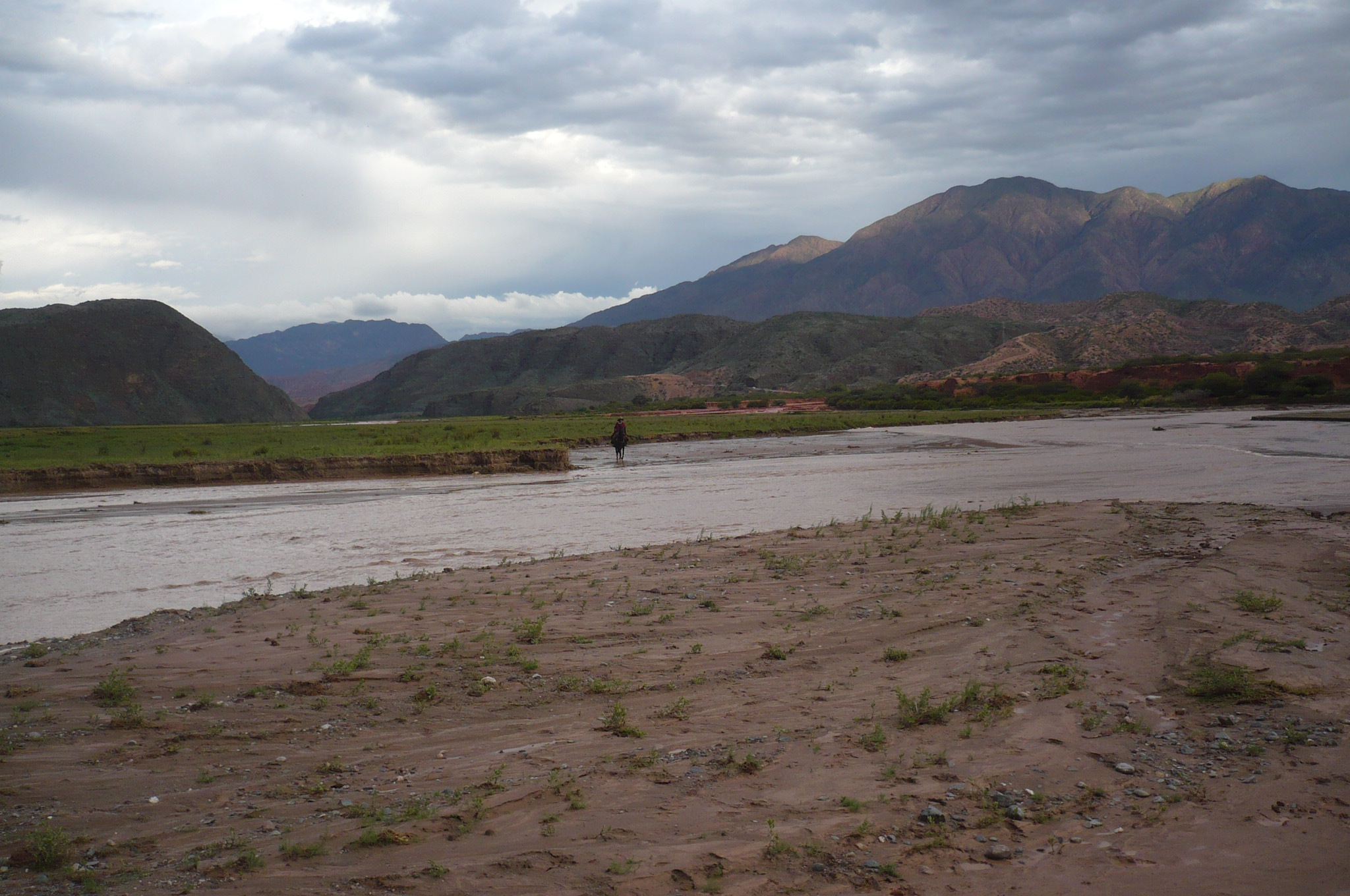
Las Juntas, Cafayate
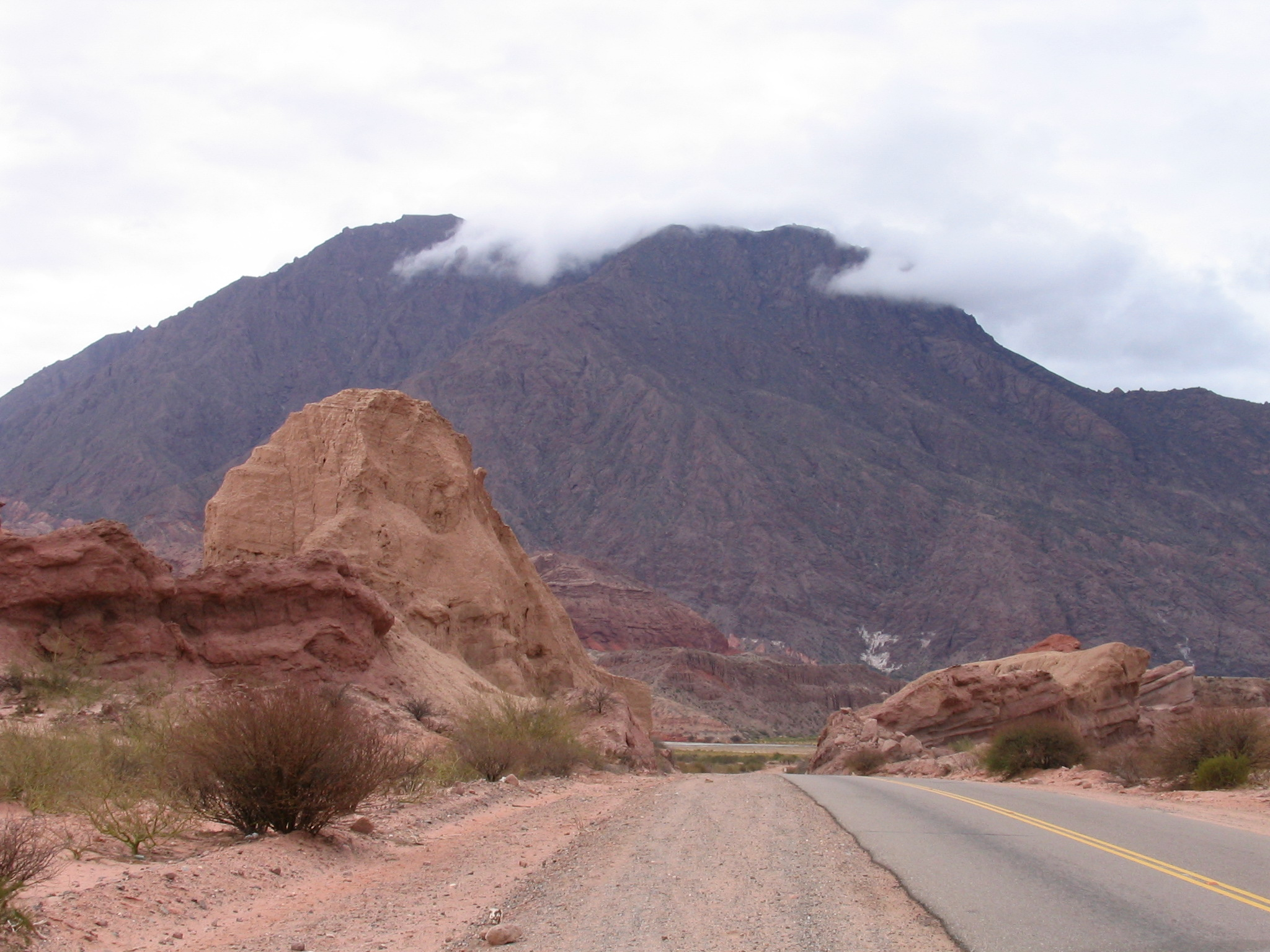
Ruta Nacional 40, camino a Cafayate